# 素晴らしき日々
『素晴らしき日々』（すばらしきひび）（英: The Wonder Years）は、アメリカ合衆国のABCにより1988年から1993年まで放送された海外ドラマ。全6シリーズ115話。

## 概要
日本では、当初は1990年からNHK衛星第2テレビで、1992年から1995年までNHK教育テレビで放送された。教育テレビでは1997年から一年間再放送された。またスカイパーフェクTVのFOXチャンネルでも放送された。

## ストーリー
物語は1968年 - 1973年に10代を過ごした主人公ケビン・アーノルドの少年時代の思い出を大人になった主人公が回想を交えつつ、話を進めていく設定のドラマである。全6シリーズはアメリカ放映時1988年 - 1993年の丁度20年前に設定されている。各シリーズは10代の主人公ケビンにとっての典型的な社会的出来事であったり（ベトナム戦争、大統領選挙）、記憶に残る出来事（試験、進学、卒業）でまとめられている。各エピソードは主としてケビンの恋人ウィニーとの甘い恋の出来事、家族との心温まる出来事、友人との苦い経験など、それらを描きつつ大人のケビンが懐古的にあるいは皮肉的なトーンでナレーションを挿入していく。典型的なアメリカ人の少年が一度は経験するようなことを題材にしてあり、色々な経験を経て少年が大人に成長していくストーリーとなっている。

## 登場人物

### メインキャラクター
ケビン・アーノルド
演：フレッド・サベージ / ダニエル・スターン（後年のケビンの声）
声：浪川大輔 / 森田健作（同上）
本作の主人公。1960年代から70年代を10代の学生として過ごす。ウィニーとポールは生涯の親友である。回想の中で大人のケビンは当時を懐かしさや皮肉を込めて回想し、しばしば若きケビンの心情を表現する声も代弁する。
ジャック・アーノルド
演：ダン・ラウリア
声：石田太郎
ケビンの父。厳格でしばしば不機嫌であるが家族想いでもある。軍隊に入隊後、朝鮮戦争に赴き海兵隊で中尉であったことが写真から知られている。その後大学を卒業してノーコム（大手電気機器メーカー）で働く。後にノーコムのプロダクトサポート地域総合課長に昇進する。さらに最終シリーズではノーコムを辞め独立し、手作り家具工場を興して経営者となる。最終エピソードの2年後に急逝したことが明かされた。
ノーマ・アーノルド
演：アーレイ・ミルズ
声：鈴木弘子
ケビンの母。いつも家にいる主婦。家族を暖かく見守る良き母。ジャックが大学1年の時に出会い恋愛に落ちる。ジャックが大学を卒業するときにノーマは卒業していなかったが、ジャックと一緒に移動して結婚生活を始める。のちに子供達が高校生になった時に再度大学の講義を受講し学位を取得。最終エピソードではキャリアウーマンとして成功し、会社役員とおばあちゃんの二足の草鞋を履いていたことが明かされた。
カレン・アーノルド
演：オリヴィア・ダボ
声：折笠愛
ケビンの姉、3人兄弟の長女。既に高校生の時からヒッピースタイルを通して学校をさぼっている。大学に進んだ後、大学の寮から彼氏のマイケルと同棲を始める。保守的な考えの父ジャックとしばしば衝突し母ノーマに仲裁にはいってもらう。その後マイケルと結婚してアラスカへ移住。最終エピソードで1児の母となったことが明かされた。
ウェイン・アーノルド
演：ジェイソン・ハーヴェイ
声：松田辰也
ケビンの兄。冗談や皮肉ばかりいってケビンをからかって遊んでいる。シリアスな場面でさえそうである。しばしば恋愛では捨てられ役となる。最終エピソードで父ジャックの家具工場を継いで社長となったことが明かされた。
グエンドリン・“ウィニー”・クーパー
演：ダニカ・マッケラー
声：藤枝成子
愛称はウィニー。ケビンにとって最も気になる女性。家がすぐそばにあることで小さい頃からの幼なじみ。やがてウィニーが引っ越ししても2人の恋愛関係は続く。ウィニーが中学の時に引っ越ししてしまってその時に一時的に恋人関係を解消する。お互い違うパートナーと短期間付き合ったりするが最終的に2人はお互いのもとへ戻ってくる。最終エピソードではウィニーはパリへ留学し、ケビンとウィニーは8年間も文通したのち、ケビンは妻と息子を連れて空港にウィニーを迎えにいった事が明かされた。
ポール・ファイファー
演：ジョシュ・サビアノ
声：合野琢真
ケビンにとって生涯にわたる良き友。真面目で勉強熱心な秀才。いろんな物質にアレルギー反応を起こす。しばしば真面目な発言で友人たちからからかいを受ける。ユダヤ教の成人式・バル・ミツワで洗礼を受けた。最終エピソードでハーバード大学へ進学したことが明かされた。

### サブキャラクター
ケビンの祖父
演：デヴィッド・ハドルストン
声：富田耕生
ケビンの父方の祖父。自動車事故によって老いを自覚しケビンに最後の車を1ドルで譲った。その車はケビンにとって最初の車となった。
ジェフ・ビリングス
演：ジョバンニ・リビシ
声：阪口大助
シリーズ後半の高校生から登場するケビンの友人。いつも皮肉の効いたクールな発言をする。両親が離婚して母親についてきたためケビンの高校に転校。
チャック・コールマン
演：アンディ・バーマン
声：菊池英博
ケビンの高校の友人。最終シリーズでアリスの恋人。しばしばアリスと喧嘩をするが直ぐに仲直りする。小心者で物事を大袈裟に表現する癖がある。また緊張すると顔の筋肉が痙攣のように細かく震えるのが特徴。仲間を誘って成人向け映画を見に行ったり、ケビンの親が居ない時に乱痴気騒ぎをしたり、ケビンにとって悪友的存在。
アリス・ピーデマイヤー
演：リンゼイ・スローン
声：不明
ケビンの高校時代の同級生。自分の目的を叶えるために哀れっぽい声を出して友人達を利用する。リッキーにレポートを肩代わりさせたり、恋人チャックとの仲直りのためにケビンを利用したりする。シリーズ後半ではチャックの恋人。
ランディ・ミッチェル
演：マイケル・トリカリオ
声：結城比呂
ケビンの中学と高校を通じての友人。中学、高校を通じての友人はポールとランディの2人である。ケビンとは中学時代に高校生のパジャマパーティに潜入しようとしたり、ポーカーをしたりする仲の良い友人。
リッキー・ホールセンバック
演：スコット・ニームス
声：鈴木勝美
ケビンの友人。大柄で大食漢。気は優しくて力持ち。小学校3年生を2度落第しているのでケビンより2歳年上である。ランチタイムに慌てて提出予定のレポートを書き始めたり、それをアリスに渡したりどこか抜けている憎めないキャラクター。転校生をデートに誘うが周りの評判を気にしてデートを取りやめる。
マデリン・アダムズ
演：ジュリー・コンドラ
声：不明
ケビンの中学最終学年の同級生。ケビンとウィニーの恋愛がもつれている時にケビンに近づいて来てケビンを惑わす。
ハリス爺さん
演：アル・ラッシオ
声：不明
ケビンが父から進められたアルバイトの金物屋店主。頑固で古いやり方を変えない。ケビンが辞めたいと言い出したときに引き留める。
デーブ“ワート”ワーチャフター
演：スコット・メンヴィル
声：不明
兄・ウェインの親友。ウェインの言った事をそのまま復唱する癖がある。軍隊に志願しベトナムへ送られる。帰国後PTSDの症状が見られる。
ボニー・ダグラス
演：ポーラ・マーシャル
声：日高奈留美
離婚経験ありで6ヶ月の男児の母。ノーコムで働いている時にウェインと知り合い恋に落ちた。ウェインはボニーの面倒を甲斐甲斐しく見るがボニーが元夫と復縁することで恋に終わりを告げた。
マイケル
演：デヴィッド・シュワイマー
声：岸野幸正
姉・カレンの恋人で後に夫となる。カレンの大学在学中に恋に落ちて同棲を始めたことが父・ジャックの不満を買う。後に許しを得て結婚、仕事のためカレンとアラスカへ移住する。
Mr.チョン
演：マイケル・ポール・チャン
声：不明
ケビンのバイト先の上司。中華料理店とデリバリーを経営している。ケビンの賃上げ交渉に早口の広東語で応戦する。
コリンズ先生
演：スティーブン・ギルボーン
声：不明
頑固であるが教育熱心な代数学の教師。ケビンが数回にわたってカンニングをしたことを見て見ぬふりをした。後にケビンのために放課後、個人的に代数を教えた。中間試験の数日前に急逝。
カトリップ
演：ロバート・ピカード
声：納谷六朗
ケビンの体育の教師。生徒をしごくことで有名。ケビンはたまたまカトリップ先生がデパートでサンタクロースのアルバイトをしている所を偶然見つけてしまう。後に大学教師の職を得て転勤する。
ディパーナ
演 :レイ・バーク
声：不明
ケビンが通う中学校の教頭。
アルビン・ファイファー
演：ジョン・C・モスコフ
声：藤城裕士
ポールの父。検眼技師。ファイファー家はアーノルド家と家族ぐるみで付き合っている。投資に成功して一時的に裕福になるが短期間で失敗し元の生活に戻る。
アイダ・ファイファー
演：ステファニー・セイティ
声：鈴鹿千春
ポールの母。
デビー
演：トレイ・アン・クック
声：鈴木砂織
ポールの妹
トニー・バーバレラ
演：トニー・ニットーリ
声：真殿光昭
キャントウェル先生
演：ベン・スタイン
声：不明
ケビンが通う中学の科学教師。寡黙で無表情で暗い。
ドロレス
演：ジュリエット・ルイス
声：不明
ウェインの恋人
ジミー・ドネリー
演：セス・グリーン
声：不明
ジェシカ
演：アリシア・シルバーストーン
声：不明
スティーヴ
演：ジョナサン・ブランディス
声：不明
ボビー
演：ジェームズ・カヴィーゼル
声：不明
メアリー・ジョー
演：A・J・ランガー
声：不明
ミス・ショウ
演：ラネイ・チャップマン
声：不明
ネスター氏
演：チャールズ・タイナー
声：不明
フィノーラ氏
演：マイケル・エンサイン
声：不明
老婦人
演：ビリー・バード
声：不明
カーラ
演：リサ・ガーバー　Lisa Gerber
声：不明

## 受賞歴
- プライムタイム・エミー賞（コメディ部門) - 1988年
- プライムタイム・エミー賞（主演男優賞コメディ部門　フレッド・サベージ）- 1990年
- ピーボディ賞 - 1989年

## 映像ソフト
2014年にアメリカで全話収録のDVDボックスがTime Life Records社から発売された。ロングランを成功させた他のドラマシリーズと違って全話収録版の発売に時間がかかった一番の理由は、各エピソードに挿入された音楽約300曲の著作権の問題であった。
また、この他にも1999年に「The Best of The Wonder Years」と「The Christmas Wonder Years」の2枚のDVDが発売されている。

## 日本語版制作スタッフ
- 台本 - 高間俊子
- スタッフ - 壺井正、飯塚秀保、猪飼和彦、久保耕吾

## エピソードリスト

### 第1シーズン
| 通番  | 日本語題               | 英語題             |
| ----- | ---------------------- | ------------------ |
| 第1話 | 大人への階段           | The Wonder Years   |
| 第2話 | 二人だけのブランコ     | Swingers           |
| 第3話 | 父さんの会社           | My Father's Office |
| 第4話 | 気まぐれなキューピッド | Angel              |
| 第5話 | 電話していいですか     | The Phone Call     |
| 第6話 | ラストダンスは君と     | Dance With Me      |

### 第2シーズン
| 通番   | 日本語題                 | 英語題 |
| ------ | ------------------------ | --- |
| 第7話  | ある夜の出来事           | Heart of Darkness |
| 第8話  | この胸のときめき         | Our Miss White |
| 第9話  | 心にのこるプレゼント     | Christmas |
| 第10話 | 天邪鬼のささやき         | Steady As She Goes |
| 第11話 | いつか二人は…            | Just Between Me and You and Kirk and Paul and Carla and Becky and John and Susan and Winnie and Eddie and Mary and Cindy and Greg |
| 第12話 | 僕の家の戦争と平和       | Pottery Will Get You Nowhere |
| 第13話 | 夕暮れに消えたメロディー | Coda |
| 第14話 | 愚兄賢弟                 | Hiroshima, Mon Frere |
| 第15話 | 僕の選んだメンバー       | Loosiers |
| 第16話 | 迷える子羊たち           | Walkout |
| 第17話 | 空にはいた唾             | Nemesis |
| 第18話 | 勇気の代償               | Fate |
| 第19話 | 100の誕生祝い            | Birthday Boy |
| 第20話 | だから遠くへ行かないで   | Brightwing |
| 第21話 | 忘れ得ぬ友               | Square Dance |
| 第22話 | 三つのイニシアル         | Whose Woods Are These? |
| 第23話 | 夏の夜の悲しみ           | How I'm Spending My Summer Vacation                                                                                               |

### 第3シーズン
| 通番   | 日本語題                         | 英語題                               |
| ------ | -------------------------------- | ------------------------------------ |
| 第24話 | 渚に消えたラブ・レター           | Summer Song                          |
| 第25話 | AとFのあいだ                     | Math Class                           |
| 第26話 | 運命のいたずら                   | Wayne on Wheels                      |
| 第27話 | 僕が木馬を降りる時               | Mom Wars                             |
| 第28話 | すべての光を君に                 | On the Spot                          |
| 第29話 | 友を選ばば                       | Odd Man Out                          |
| 第30話 | 父が英雄になる日                 | The Family Car                       |
| 第31話 | 青いリンゴの悩み                 | The Pimple                           |
| 第32話 | 自縄自縛                         | Math Class Squared                   |
| 第33話 | 魅惑のロックンロール             | Rock n' Roll                         |
| 第34話 | 二兎を追う者                     | Don't You Know Anything About Women? |
| 第35話 | 子犬の名前                       | The Powers That Be                   |
| 第36話 | 悔し涙のヘッドロック             | She, My Friend and I                 |
| 第37話 | シラノもいえなかった一言         | St. Valentine's Day Massacre         |
| 第38話 | 愛についての第一章               | The Tree House                       |
| 第39話 | 歌わないグリークラブ             | Glee Club                            |
| 第40話 | 人生はバラ色                     | Night Out                            |
| 第41話 | 父と母の赤い糸                   | Faith                                |
| 第42話 | ヒーローになる資格               | The Unnatural                        |
| 第43話 | さよならコリンズ先生             | Good-bye                             |
| 第44話 | マリリンモンローが好きになった男 | Cocoa and Sympathy                   |
| 第45話 | 父の愛した宇宙人                 | Daddy's Little Girl                  |
| 第46話 | サヨナラなんて言わない           | Moving                               |

### 第4シーズン
| 通番   | 日本語題                 | 英語題                          |
| ------ | ------------------------ | ------------------------------- |
| 第47話 | 半ズボンから長ズボンへ   | Growing Up                      |
| 第48話 | 愛と屈辱の出発           | Ninth Grade Man                 |
| 第49話 | 気になるパーティ         | The Journey                     |
| 第50話 | 億万長者になる秘訣       | The Cost of Living              |
| 第51話 | かび男ケビン             | It's a Mad, Mad, Madeline World |
| 第52話 | アイドルはつらいよ       | Little Debbie                   |
| 第53話 | 791回目の勝負            | The Ties that Bind              |
| 第54話 | 栄光の昇進の代償         | The Sixth Man                   |
| 第55話 | サンタクロースの秘密     | A Very Cutlip Christmas         |
| 第56話 | 生徒会長選挙             | The Candidate                   |
| 第57話 | 君が忘れた指輪           | Heartbreak                      |
| 第58話 | 友達と恋人の間           | Denial                          |
| 第59話 | それぞれの悲しみ         | Who's Aunt Rose?                |
| 第60話 | 忘れ得ぬガールフレンド   | Courage                         |
| 第61話 | 愛犬バスター物語         | Buster                          |
| 第62話 | 地図にない親子のふれあい | Road Trip                       |
| 第63話 | 女は弱いされど母は強し   | When Worlds Collide             |
| 第64話 | ああ麗しき兄弟愛         | Separate Rooms                  |
| 第65話 | 人を思うは身を思う       | The Yearbook                    |
| 第66話 | いつまでも…              | The Accident                    |
| 第67話 | 姉の選んだ旅             | The House that Jack Built       |
| 第68話 | 卒業                     | Graduation                      |
| 第69話 | 楽しかりし中学時代       | The Wonder Years Looking Back … |

### 第5シーズン
| 通番   | 日本語題                   | 英語題                    |
| ------ | -------------------------- | ------------------------- |
| 第70話 | ひと夏のロマンス           | The Lake                  |
| 第71話 | 高校の奇妙な基本ルール     | Day One                   |
| 第72話 | 金物店のアルバイト         | The Hardware Store        |
| 第73話 | スリリングなロマンス       | Frank and Denise          |
| 第74話 | 魅惑の夜を求めて           | Full Moon Rising          |
| 第75話 | 恋のトライアングル         | Triangle                  |
| 第76話 | 栄光と伝説の始まり         | Soccer                    |
| 第77話 | 袋小路のキングとプリンセス | Dinner Out                |
| 第78話 | 変わる僕変わらぬ父母       | Christmas Party           |
| 第79話 | 消えたもの消えないもの     | Pfeiffer's Choice         |
| 第80話 | 天才ドライバーの誕生       | Road Test                 |
| 第81話 | 1ドルの贈り物              | Grandpa's Car             |
| 第82話 | パスと落第の間             | Kodachrome                |
| 第83話 | 大人になるって切ないこと   | Private Butthead          |
| 第84話 | 原始人へのあこがれ         | Of Mastodons and Men      |
| 第85話 | 昔のふたりと今の二人       | Double Double Date        |
| 第86話 | 本物のヒーロー             | Hero                      |
| 第87話 | ランチタイムの青春模様     | Lunch Stories             |
| 第88話 | 未知の世界への入場券       | Carnal Knowledge          |
| 第89話 | 予期せぬ週末のパーティ     | The Lost Weekend          |
| 第90話 | あらしの夜の出来事         | Stormy Weather            |
| 第91話 | ただひとつの愛             | The Wedding               |
| 第92話 | 夏の日の幻想               | Back to the Lake          |
| 第93話 | 16歳の恋                   | Broken Hearts and Burgers |

### 第6シーズン
| 通番    | 日本語題                       | 英語題                                   |
| ------- | ------------------------------ | ---------------------------------------- |
| 第94話  | 英雄が抱えていたもの           | Homecoming                               |
| 第95話  | 最後の魚釣り旅行               | Fishing                                  |
| 第96話  | 結婚式の人生模様               | Scenes from a Wedding                    |
| 第97話  | 恋のバランスシート             | Sex and Economics                        |
| 第98話  | ジャンヌ・ダルクの挫折         | Politics as Usual                        |
| 第99話  | 未熟な英雄                     | White Lies                               |
| 第100話 | それぞれの愛                   | Wayne and Bonnie                         |
| 第101話 | 僕のアルバイト奮戦記           | Kevin Delivers                           |
| 第102話 | 父の決断僕の挑戦               | The Test                                 |
| 第103話 | クリスマス・プレゼント         | Let Nothing You Dismay                   |
| 第104話 | コインランドリーの新年         | New Years                                |
| 第105話 | 恋についての3ヵ条              | Alice in Autoland                        |
| 第106話 | わが町のウッドストックを探して | Ladies and Gentlemen… The Rolling Stones |
| 第107話 | 親友のミット                   | Unpacking                                |
| 第108話 | 折れた天才の鼻                 | Hulk Arnold                              |
| 第109話 | 勇気あるスピーチ               | Nose                                     |
| 第110話 | 課外授業騒動                   | Eclipse                                  |
| 第111話 | ポーカー                       | Poker                                    |
| 第112話 | 男たちの最後の砦               | The Little Women                         |
| 第113話 | 年輪                           | Reunion                                  |
| 第114話 | 僕の独立記念日(前編)           | Summer                                   |
| 第115話 | 僕の独立記念日(後編)           | Independence Day                         |

## 関連番組
- "Biography" The Wonder Years:Comedy Coming of Age — 2002年にメインキャストと制作者が当時を回想するドキュメンタリー番組が放送された。この放送で制作者の意図、メインキャストの現在、さらにメインキャストが言われの無いスキャンダルに巻き込まれた事などが語られている。出演はウェイン役のジェイソン・ハーヴェイを除くメインキャスト全員とプロデューサー。